# Teucrium glandulosum
Teucrium glandulosum är en kransblommig växtart som beskrevs av Albert Kellogg. Teucrium glandulosum ingår i släktet gamandrar, och familjen kransblommiga växter. Inga underarter finns listade i Catalogue of Life.